# Mawang
Mawang (kinesiska: 麻旺) är en köping i sydvästra Kina. Den ligger i häradet Youyang i storstadsområdet Chongqing,  omkring 240 kilometer öster om det centrala stadsdistriktet Yuzhong. Antalet invånare är 33 456. Befolkningen består av 16 216 kvinnor och 17 240 män. Barn under 15 år utgör 28,0 %, vuxna 15-64 år 60 %, och äldre över 65 år 11,0 %.